# Sam LeCure
Samuel R. LeCure (né le 4 mai 1984 à Jefferson City, Missouri, États-Unis) est un lanceur droitier des Ligues majeures de baseball sous contrat avec les Diamondbacks de l'Arizona.

## Carrière

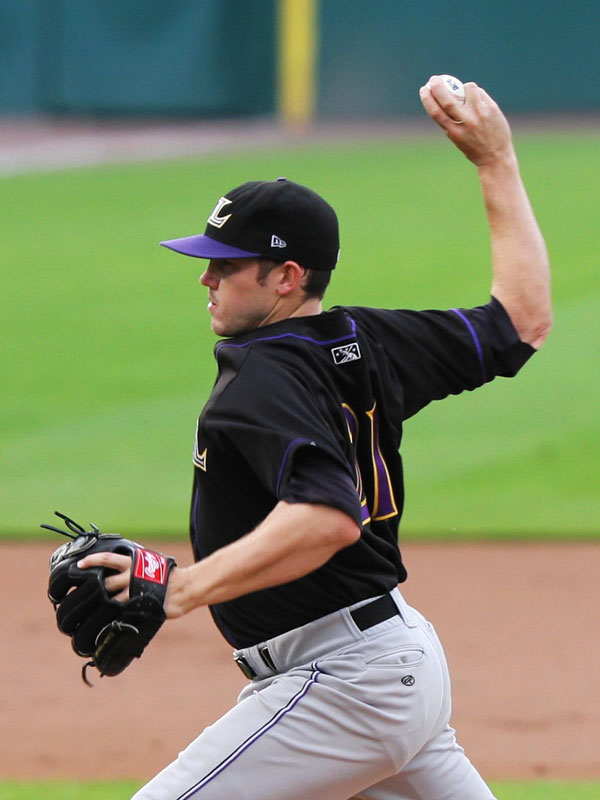
Sam LeCure en 2009 avec les Bats de Louisville, un club-école des Reds.

Jouant toujours à l'école secondaire, Sam LeCure est repêché en 2002 au 45e tour par les Phillies de Philadelphie, mais choisit de ne pas signer avec l'équipe puisqu'il rejoint les Longhorns de l'université du Texas à Austin. Il est par conséquent réclamé une seconde fois, en 4e ronde du repêchage amateur de 2005, par les Reds de Cincinnati.
À la fin du mois de mai 2010, LeCure obtient sa première chance dans les majeures alors que les Reds ont besoin d'un lanceur partant pour remplacer dans la rotation Homer Bailey, blessé. LeCure effectue son premier départ le 28 mai face aux Astros de Houston. Il accorde deux points et espace bien six coups sûrs en six manches au monticule dans un gain de 15-6 des Reds, ce qui lui permet d'enregistrer sa première victoire en carrière dans les grandes ligues. Il joue 15 matchs et lance 48 manches pour les Reds en 2010 et est employé comme lanceur de relève dans neuf de ces parties. Il remporte deux victoires contre cinq défaites avec une moyenne de points mérités de 4,50.
En 2011, LeCure passe la saison dans l'enclos de relève des Reds et effectue 39 sorties en relève, en plus de se voir confier la balle pour 4 départs. Gagnant de deux parties contre une défaite, il présente une moyenne de points mérités de 3,71 en 77 manches et deux tiers lancées.
De 2010 à 2015, LeCure joue dans 250 matchs des Reds, dont 240 comme lanceur de relève. En 320 manches et deux tiers lancées au total, sa moyenne de points mérités s'élève à 3,51 avec 300 retraits sur des prises.
Il signe un contrat des ligues mineures avec les Diamondbacks de l'Arizona le 12 janvier 2016.